# Aponogeton satarensis
Aponogeton satarensis är en enhjärtbladig växtart som beskrevs av Sundararagh., A.R.Kulk. och Shrirang Ramchandra Yadav. Aponogeton satarensis ingår i släktet Aponogeton och familjen Aponogetonaceae. IUCN kategoriserar arten globalt som starkt hotad. Inga underarter finns listade.